# Jack Watson
Jack Watson, nato Hubert Watson (Thorney, 15 maggio 1915 – Bath, 4 luglio 1999), è stato un attore britannico.

## Biografia
Jack Watson nacque a Thorney, nella contea di Cambridgeshire in Inghilterra, figlio della chorus girl Barbara Hughes e del comico di music-hall Nosmo King. Dotato di un fisico possente e atletico, prestò servizio durante la seconda guerra mondiale nella Royal Navy in qualità di istruttore di educazione fisica. 
Dopo la guerra, il suo talento di imitatore gli consentì di acquisire notorietà in programmi radiofonici della BBC come Take It From Here, Hancock Half Hour e The Kid Clitheroe, per passare successivamente al piccolo schermo. Tra i suoi primi ruoli televisivi di rilievo, da ricordare quello di Bill Gregory nella soap opera britannica Coronation Street, personaggio che avrebbe ripreso più volte nei decenni successivi. Il suo più noto ruolo televisivo è probabilmente quello di Llud, padre adottivo del protagonista, nella serie d'avventura Artù re dei Britanni, in onda nel corso di 2 stagioni dal 1972 al 1973. Tra le sue ultime apparizioni per il piccolo schermo, da ricordare quella nel ruolo di James Godbolt nella miniserie televisiva Edge of Darkness (1985). 
Tra le sue numerose apparizioni cinematografiche, prevalentemente in ruoli di attore caratterista, da ricordare quelle nei film L'occhio che uccide (1960), Io sono un campione (1963), Grand Prix (1966), Tobruk (1967), Uomini e filo spinato (1970), La brigata del diavolo (1968) e I 4 dell'Oca selvaggia (1978). In totale è apparso in oltre 70 pellicole.
Apparso in circa 70 pellicole, Watson morì nel 1999, all'età di 84 anni.

## Filmografia parziale

### Cinema
- L'occhio che uccide (Peeping Tom), regia di Michael Powell (1960)
- Konga, regia di John Lemont (1961)
- Le guardie della regina (The Queen's Guards), regia di Michael Powell (1961)
- Norman astuto poliziotto (On the Beat), regia di Robert Asher (1962)
- Io sono un campione (This Sporting Life), regia di Lindsay Anderson (1963)
- X 21 spionaggio atomico (Master Spy), regia di Montgomery Tully (1963)
- Lo sguardo che uccide (The Gorgon), regia di Terence Fisher (1964)
- La collina del disonore (The Hill), regia di Sidney Lumet (1965)
- Madra, il terrore di Londra (The Night Caller), regia di John Gilling (1965)
- La strada sbagliata (The Idol), regia di Daniel Petrie (1966)
- Grand Prix, regia di John Frankenheimer (1966)
- Tobruk, regia di Arthur Hiller (1966)
- La brigata del diavolo (The Devil's Brigade), regia di Andrew V. McLaglen (1968)
- Uno sporco imbroglio (The Strange Affair), regia di David Greene (1968)
- Le disavventure di un guardone (Decline and Fall... of a Birdwatcher), regia di John Krish (1968)
- Ogni uomo dovrebbe averne due (Every Home Should Have One), regia di Jim Clark (1970)
- Uomini e filo spinato (The McKenzie Break), regia di Lamont Johnson (1970)
- Il ribelle di Scozia (Kidnapped), regia di Delbert Mann (1971)
- Perché il dio fenicio continua ad uccidere? (Tower of Evil), regia di Jim O'Connolly (1972)
- La bottega che vendeva la morte (From Beyond the Grave), regia di Kevin Connor (1974)
- Niente può essere lasciato al caso (11 Harrowhouse), regia di Aram Avakian (1974)
- Juggernaut, regia di Richard Lester (1974)
- Milady - I quattro moschettieri (The Four Musketeers: The Revenge of Milady), regia di Richard Lester (1974)
- La terza mano (Schizo), regia di Pete Walker (1976)
- Un taxi color malva (Un Taxi mauve), regia di Yves Boisset (1977)
- I 4 dell'Oca selvaggia (The Wild Geese), regia di Andrew V. McLaglen (1978)
- Attacco: piattaforma Jennifer (North Sea Hijack), regia di Andrew V. McLaglen (1979)
- L'oca selvaggia colpisce ancora (The Sea Wolves), regia di Andrew V. McLaglen (1980)
- Addio Miss Marple (Sleeping Murder), regia di John Davies (1987)

### Televisione
- Colonnello March (Colonel March of Scotland Yard) – serie TV, episodio 1x20 (1956)
- Artù re dei Britanni (Arthur of the Britons) – serie TV, 24 episodi (1972-1973)
- Miss Marple (Agatha Christie's Miss Marple) – serie TV, episodio 1x06 (1987)

## Doppiatori italiani
- Rolf Tasna in L'occhio che uccide
- Gino Baghetti in La brigata del diavolo
- Sergio Rossi in I 4 dell'Oca selvaggia
- Silvano Tranquilli in Artù re dei Britanni
- Renato Mori in Un taxi color malva